# Djævelens jernbane
Djævelens jernbane er en dansk dokumentarfilm fra 1997 instrueret af Simon Plum efter manuskript af Christian Kaarsberg.

## Handling
I hjertet af Brasiliens tropiske regnskov byggede man i begyndelsen af vort århundrede en 400 kilometer lang jernbane fra ét øde punkt til et andet. Drømmen om rigdom og blind tro på fremskridt drev projektet frem: Jernbanen skulle fragte gummi til den rige verdens voksende industri. Projektet løb ind i problemer fra starten, men blev gennemført trods ufattelige menneskelige omkostninger: 10.000 mennesker mistede livet under arbejdet. Drømmen blev til mareridt, og i dag har junglen bredt sit barmhjertige grønne tæppe ud over det fantastiske menneskeværk. Filmen løfter fortidens slør og tager os med på en smuk og tragisk rejse på de rustne spor i junglen.